# Mofo
Mofo is een nummer van de Ierse band U2.
Het nummer werd samen met de nummers If God Will Send His Angels en 3 remixes van Mofo als single uitgebracht in december 1997. Mofo staat ook op het album Pop. Tijdens de PopMart tour was Mofo het openingsnummer tijdens alle concerten.
Het nummer werd voor het eerst live ten gehore gebracht tijdens het openingsconcert van de PopMart tour op 25 april 1997 in Las Vegas. Verscheidene dj's hebben remixes gemaakt van het nummer, waaronder Matthew Roberts, Roni Size, Underworld en Johnny Moy. Op 6 november 1997 won U2 een MTV European Music Award in de categorie Best Live Act, tijdens deze show speelde de band het nummer Mofo.

## Trivia
- Mofo is straattaal voor 'motherfucker'.
- De werktitel van Mofo was 'MFRR', wat staat voor 'Motherfucking Rock 'N Roll'.

Bono · The Edge · Adam Clayton · Larry Mullen jr.